# Valalská voda
Valalská voda je přírodní rezervace v oblasti Prešov.
Nachází se v katastrálním území obce Bajerovce v okrese Sabinov v Prešovském kraji. Území bylo vyhlášeno či novelizováno v roce 1980 na rozloze 14,4279 ha. Ochranné pásmo nebylo stanoveno.